# Wasted (singel Def Leppard)
Wasted – singiel z roku 1979, będącym pierwszym wydawnictwem brytyjskiego zespołu Def Leppard. Grupa, grająca w stylu hard rock, osiągnęła spory sukces wraz ze swoim debiutanckim albumem On Through the Night, który uzyskał status platynowego. Singel ten miał w założeniu promować tę płytę, ale utwory, które się na nim znalazły, są różne w swoich wersjach od tych samych utworów zamieszczonych na albumie.
Te alternatywne wersje utworów nie są dostępne w jakości cyfrowej, gdyż nie zostały nigdy oficjalnie wydane na jakiejkolwiek płycie kompaktowej, nie licząc wydawnictw pirackich.

## Spis utworów
płyta winylowa, 7", Singel
1. Wasted
2. Hello America